# Romain Gauthier
Romain Gauthier nació en 1975 en el Valle de Joux, Suiza. Se especializó en mecánica de precisión en la universidad y, tras graduarse, empezó a trabajar en François Golay. Es un diseñador suizo independiente, dedicado a la manufactura de relojes de pulsera con sede en Le Sentier y en el Valle de Joux, Suiza. Ha sido elogiado por sus innovadoras técnicas de ingeniería en cronometría y su estudio de diseño también es conocido por producir artículos de lujo únicos, como relojes mecánicos insertados en unos gemelos para puños de camisa.

## Productos
Los relojes Romain Gauthier se lanzaron en 2006 con el Prestige HM, que incorpora el movimiento de manufactura propia de Romain Gauthier. El HM fue seguido en 2012 por el Prestige HMS y el Logical One en 2013. El sistema Logical One es una reinvención del mecanismo de fuerza constante de cadena y caracol, con una leva especial que reemplaza al caracol cónico.